# Schröder (Pianofortefabrik)
Die Pianofortefabrik C. M. Schröder (russischer Herstellername auch К.М.Шрёдер) in Sankt Petersburg ist ein ehemaliger Hersteller von Konzertpianos und Flügeln aus Russland. Die Fabrik wurde von dem aus Stralsund stammenden Johann Friedrich Schröder 1816–1818 gegründet. Damit ist es die zweitälteste von insgesamt etwa sechzig Fabriken für Pianos allein in Sankt Petersburg nach der Fabrik von R. A. Diederichs. Die Schröderische Fabrik zählte zu den wenigen russischen Klavierherstellern in der damaligen Hauptstadt, die auch international erfolgreich waren und die Höfe Österreichs, Deutschlands und Dänemarks belieferte. Schröder entwickelte sich gegen Ende des 19. Jahrhunderts zum größten Produzenten von Pianos im vorrevolutionären Russland.

## Geschichte

C. M. Schröder Pianofortefabrik in Sankt Petersburg in der Chapayeva Straße 15

Johann Friedrich Schröder produzierte zuerst nur tafelförmige Pianos, später auch in Flügelform. Sein Sohn Carl Michael Schröder erlernte das Handwerk bei seinem Vater und arbeitete später bei den Herren Pape und Henry Herz in Paris und Erard in London. Nach dem Tode seines Vaters übernahm C. M. Schröder 1852 die Leitung der Pianofortefabrik und verbesserte die Instrumente erheblich.
Er zog auf ein neues Areal im Süden Sankt Petersburgs auf dem Mayorovi Prospekt, wo er auch ein Geschäftslokal eröffnete. 1862 begann er als erster in Russland mit dem Gießen von Gusseisen-Rahmen in den Klavieren. Für einige der Modelle verwendete er die „amerikanische Bauweise“. Die Pianofabrik von Schröder produzierte um das Jahr 1872 etwa 350 Stück, meist in Flügelform, aber auch Pianinos und beschäftigte 118 Arbeiter und 43 Händler und Auslieferer. Durch die rasante Entwicklung auch auf den internationalen Märkten erhöhte sich die Belegschaft um 1900 auf das Doppelte und die hergestellten Instrumente pro Jahr stiegen auf etwa 1000.
Auf der Wiener Weltausstellung war ein Konzertflügel, kreuzsaitig, mit Repetitionsmechanik ausgestellt.

„Dieser Flügel gehörte unbestreitbar zu dem Vorzüglichsten, was die Ausstellung im Pianofortebau bot und überragte bei Weitem alle anderen russischen Fabrikate. Wobei besonders ausser der Klangfülle die Egalität des Tones und leichte Spielart hervorzuheben sind.“

Um 1876 kaufte C. M. Schröder ein Haus am Newski-Prospekt 52, der bedeutendsten Geschäftsstraße in Sankt Petersburg, wo er ein neues Ladenlokal eröffnete. Nach dem Tod von C. M. Schroeder im Jahr 1889 wurden die Söhne Karl, Johann und Oscar Eigentümer der Firma. Der älteste der Brüder, Karl Karlowitsch, arbeitete lange Zeit in den größten ausländischen Klavierfabriken. Er übernahm die Fortführung der Produktion und die technische Leitung des Unternehmens.
Im Jahr 1900 gründeten die Brüder das Handelshaus K. M. Schröder für den Betrieb der Fabrik- und Handelsbetriebe, die ihre Niederlassungen in Warschau und Odessa hatten. Im Frühjahr 1903 verließ Karl Karlovich das Unternehmen und kaufte die Fabrik des langjährigen Hauptkonkurrenten von Jakob Becker in Sankt Petersburg. 1918 wurde die Pianofabrik C. M. Schröder vom Nationalen Wirtschaftsrat des Nordbezirks (Сове́ты наро́дного хозя́йства) verstaatlicht. Die Besitzer verließen das Land. Ab 1926 trug die Fabrik den Namen von Lunatscharski, einem Volkskommissar für das Bildungswesen in der Sowjetunion (Фабрика музыкальных инструментов имени А. В. Луначарского).
Ein besonderes Zeugnis für die Schröder-Klaviere findet sich in dem Film Panzerkreuzer Potemkin von Sergei Eisenstein. Dort ist ein Schröder-Klavier in der Offiziermesse zu sehen, kurz vor Ende des zweiten Akts.

## Seriennummern und Deckelbezeichnungen

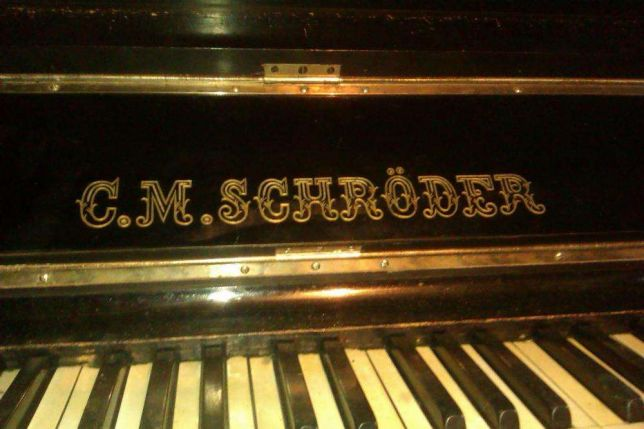
C.M. Schröder Klavier mit der Seriennummer 18988 um 1900 gefertigt

1852 bis 3000. Nachweislich wurde 1898 ein detailreich bemalter königlicher Schröder-Flügel mit der Nummer 17003, gestiftet von Nikolaus II. (Russland) an seine Gemahlin Alexandra Feodorowna geliefert. Die gesamte Oberfläche dieses Flügels bedeckten Gemälde des Orpheus-Mythos gemalt vom Künstler Ernst Friedrich von Liphart, späterer Chefkurator der Eremitage.
Ab dem Jahr 1875 zählen die Klaviere und Flügel mit den Nummern der 3000er Serie. Ab 1880 war das 6000ste Klavier gefertigt, ab 1890 das 9000ste, ab 1898 das 17000ste, ab 1901 das 19000ste, ab 1910 das 29000ste, ab 1915 das 34000ste. Trotz der Russifizierung im zaristischen Reich blieben die Namen im Deckel über der Klaviatur bis zur Einstellung der Produktion immer in der deutschen Schreibweise erhalten. Darum tragen viele Petersburger Klaviere aus der Zeit deutsche Namen wie Diderichs, Mühlbach, Becker, Tresselt oder Lichtenthal.

## Auszeichnungen
- 1839: auf der Petersburger Industrieausstellung die silberne Medaille.
- Seit 1867: Hoflieferant des Zarenhofes[3], Ernennung zum Lieferanten der kaiserlichen Fräuleininstitute.
- 1865: auf der Petersburger Industrieausstellung eine silberne Medaille
- 1861: das Ehrendiplom
- 1865: auf der Moskauer Industrieausstellung die silberne Medaille
- 1870: auf der Allgemeinen russischen Ausstellung die höchste Auszeichnung, die Flügel durften fortan das zaristische Reichswappen tragen.
- 1870: auf der Internationalen Ausstellung in Kassel eine Medaille für verdienstvolle Leistung.
- 1872: auf der Moskauer polytechnischen Ausstellung die grosse goldene Medaille
- 1872: auf der Internationalen Ausstellung in London die einzige erteilte Auszeichnung das Ehrendiplom der Konkurrenzbefugnis
- 1878: auf der Weltindustrieausstellung in Paris gewann ein Schröder Klavier den Grand Prix, und Schröder selbst wurde in die Ehrenlegion aufgenommen
- Juni 1880: zum Ritter der Ehrenlegion geschlagen, Titel „Lieferant des Gerichts Seiner Majestät.“